# 한정화 (1954년)
한정화(韓正和, 1954년 7월 30일 ~ , 광주)는 한양대학교 경영대학 교수이자 대한민국의 제13대 중소기업청장이다.

## 학력
- 1973년 : 중앙고등학교 졸업
- 1977년 : 서울대학교 경영학 학사
- 1983년 : 조지아대학교 대학원 경영학 석사
- 1988년 : 조지아대학교 대학원 경영학 박사

## 경력
- 1977.01 ~ 1978.02 : 현대중공업 기획관리실 근무
- 1978.02 ~ 1981.02 : 한국과학기술원 경제분석실 근무
- 1988.04 ~ 1989.03 : 한국과학기술원 과학기술정책연구평가센터 선임연구원
- 1989.03 : 한양대학교 경영대학 교수
- 1997.01 ~ 1997.12 : 미국 워싱턴대학교 교환교수
- 2000.02 ~ 2000.08 : 기획예산처 연기금 평가위원
- 2000.03 ~ 2001.02 : 한국전략경영학회장
- 2002.08 ~ 2006.02 : 한양대학교 창업보육센터 소장
- 2002.08 ~ 2006.02 : 한양대학교 기술이전센터 소장
- 2004.03 ~ 2010.02 : 기독경영연구원장
- 2005.03 ~ 2006.03 : 한국중소기업학회장
- 2006.01 ~ 2009.02 : 코스닥상장심사위원회 위원
- 2007.08 ~ 2009.03 : 한국벤처산업연구원장
- 2008.08 ~ 2012.07 : 한양대학교 기획처장
- 2009.03 ~ 2010.02 : 코스닥상장심사위원회 위원장
- 2009.04 ~ 2011.03 : 두산중공업 사외이사
- 2010.04 ~ 2011.03 : 한국인사조직학회장
- 2011.04 ~ 2013.03 : 한국청소년기업가정신재단 이사
- 2011.09 ~ 2013.03 : 아산나눔재단 이사
- 2012.08 ~ 2013.03 : 한양대학교 경영대학장
- 2012.08 ~ 2013.03 : 한양대학교 경영전문대학원장
- 2013.03 ~ 2016.01 : 중소기업청장
- 2019.10 : 제1대 중소벤처기업정책학회 회장
- 한양대학교 경영대학 명예교수
- KAIST 문술미래전략대학원 겸직교수
- KCERN 이사장
- 2019.12 : 아산나눔재단 이사장
- 중소벤처기업정책학회 정책포럼 위원장
- 2022.07 ~ 2023.08: 국민통합위원회 경제･계층 분과위원
- 2022.09 ~ 2023.07 : 국민통합위원회 대·중소기업 상생 특별위원회 위원장

## 수상
- 2000년 : 벤처기업대상 벤처기업지원 유공자부문 대통령 표창
- 2009년 : 벤처코리아 유공자부문 산업포장

| 전임 송종호 | 제13대 중소기업청장 2013년 3월 22일 ~ 2016년 1월 17일 | 후임 주영섭 |